# لونسدالیت
لونسدالیت (انگلیسی: Lonsdaleite) یک دگرشکل اتم کربن است که ساختار بلوری آن به صورت شش ضلعی است. این ساختار نخستین بار در سال ۱۹۶۷ شناسایی گردید و به افتخار دانشمند بلورنگار ایرلندی، کاتلین لونسدال نامگذاری شده است. و به الماس شش ضلعی نیز معروف است. (و سخت‌ترین ماده جهان هم هست)و در اصل ۵۸٪ از الماس سخت‌تر است.